# Waccamaw
Los waccamaw son una tribu amerindia, de cuya lengua no se sabe apenas nada, aunque se cree que pertenecía al grupo de lenguas siouan, posiblemente relacionada con los catawba. Vivían en las orillas del río Waccamaw y en el bajo Pee Dee en Carolina del Norte. 
La primera referencia que existe sobre ellos les llama Guayaca. Se cree que tenían seis poblados en 1715. Entonces los cheraw les incitaron a atacar a los ingleses, pero pronto firmaron la paz. En 1720 guerrearon nuevamente con los colons, y perdieron 60 guerreros. En 1755 fueron atacados por los natchez y cherokee. Tras esto, muchos se unieron a los catawba. 
Posiblemente eran unos 900 en 1600, pero en 1715 fueron censados 610, y en 1720 sólo tenían 100 guerreros. Según el censo de 2000 había 1.906 individuos.
- Datos: Q247007